# Dave Sisi
David Alexander Sharp Sisi, född 5 februari 1993, är en Engelsk rugby union-spelare. Hans position är Flanker och han spelar för Zebre Rugby i Parma, Italien. 

## Biografi
Sisi är av italiensk härkomst och kvalificerar därför för det italienska rugbylandslaget. 